# Лето Атрейдес II
Лето Атрейдес II (в др. переводе «Лито», англ. Leto Atreides II) — второй сын Муад’Диба и Чани. Бог-император, правивший Известной Вселенной в течение более трёх тысяч лет. Персонаж появляется в книге «Мессия Дюны» новорождённым младенцем. В романе «Дети Дюны» Лето предстаёт 10-летним ребёнком, однако, благодаря памяти предков, по разуму он старше всех окружающих.

## Предки
Лето — сын Пола Атрейдеса и его наложницы, фрименки Чани. Близнец Лето — его сестра Ганима.
По мужской линии его предками были: кимек Агамемнон, его сын, Вориан Атрейдес, женившийся на Веронике Тергьет. Прадед и прабабка — Пол Атрейдес I и леди Елена Ришез. Дед — их сын, Лето Атрейдес I, зачавший сына, Пола Атрейдеса (Муад’Диба) от наложницы, леди Джессики (дочери Владимира Харконнена и Гайус Хелен Мохиам).
По женской линии — Пардот-Кайнес, его жена, фрименка Фриетх (сестра Стилгара), их сын Льет-Кайнз, его жена Фарула и их дочь — Чани.

## Суть Лето II

Облик Лето II перед смертью

Сущность Лето II в молодости была слита воедино с сущностью его дальнего предка, жившего на Земле — Харума. Также Лето II мог общаться с сущностями любого из его предков. От отца он перенял дар мысленно «находиться» одновременно во многих местах и видеть прошлое, настоящее и будущее как единый процесс.

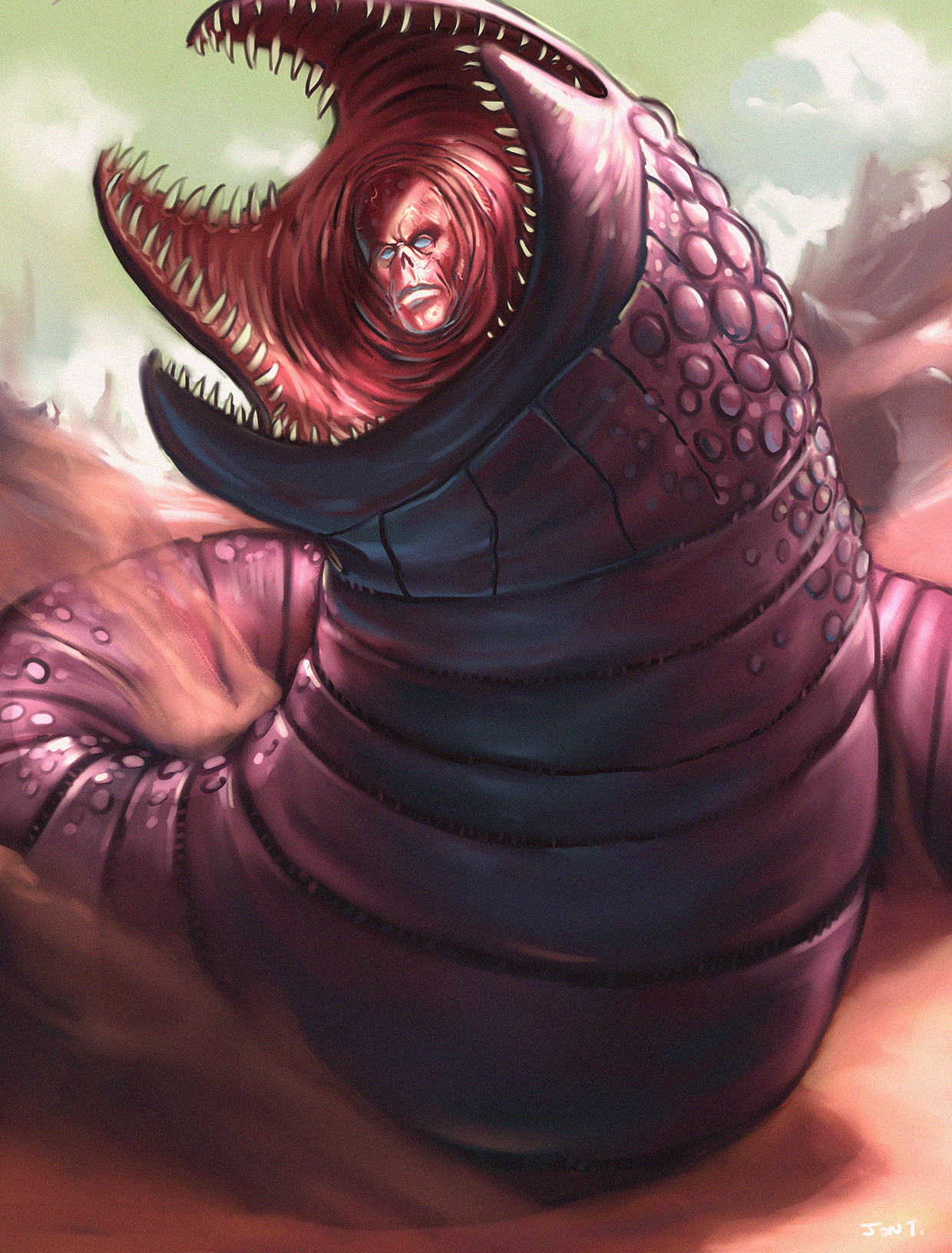
Лето Атрейдес II в представлении художника

В результате воздействия Пряности (в некоторых переводах — спайс или меланж) и генетических отклонений, переданных Лето II родителями, он уже в утробе матери обладал чувством самосознания и жизнями-памятью всех своих предков. Управляя своим метаболизмом, он вступил в симбиоз с «песчаной форелью» — разновидностью простейших существ, обитающих в песке Дюны. «Форель» покрыла его кожу, а в дальнейшем привела к мутации всего тела. Лето превращался в гигантского песчаного червя на протяжении 3,5 тысяч лет. Только его смерть помешала окончательной метаморфозе. Новый облик Лето сделал его практически неуязвимым для любых видов оружия. Через 3500 лет из человеческого у него осталось лицо, утончённые руки и ноги-плавники, остальное тело выглядело как червь.
В результате пророческого дара Лето узрел «Золотую тропу» (или Золотой путь) — жизнь человечества как единого целого — и принёс себя в жертву ради существования людей в будущем. Управляя ключевым ресурсом империи — Пряностью, он правил как тиран и воплощал одному ему известный план по сохранению «золотой тропы».

## Деяния
Организовал вокруг себя религию рыбословш.
В течение последних сотен лет носил при себе устройство, изготовленное мастерами с планеты Икс. Устройство записывало все ощущения и мысли Лето II. Записи были обнаружены спустя несколько тысячелетий после смерти Лето II.
За время правления проводил свою программу скрещивания людей на основе потомков Ганимы Атрейдес, его сестры-близнеца, и её конкубина Фарад’на Коррино. В итоге он сумел вывести тип людей, которых не могли видеть в потоках времени. Первый представитель рода, будущее которого Лето не мог видеть — Сиона Атрейдес.
Заговорщики и противники власти Лето II называли его Червяком за схожую внешность.

## Смерть Лето II
Погиб в результате покушения на его жизнь, организованного Сионой Атрейдес и гхолой Дункана Айдахо. Причиной смерти Лето стала вода реки, в которую он упал с обрушившегося моста. После попадания в воду песчаная форель, составлявшая большую часть тела Лето, начала покидать его и поглощать воду. Через несколько тысяч лет эта песчаная форель, существенно размножившись и впитав в себя воду со всей планеты Ракис (тем самым превратив её в пустыню вновь), преобразовалась в гигантских песчаных червей. Эти черви отличались повышенным интеллектом, и Бене Гессерит опасались пробуждения разума Лето II в одном из них.

## Критика и отзывы
Журнал «Мир Фантастики» поставил Лето Атредейса II и его сестру Ганиму на 4-е место (из 10) в списке «Самые-самые… фантастические близнецы».

## Влияние
Художник и аниматор Тед Бэкман, получивший признание за работу над серией игр Half-Life, признался, что на огромную червеобразную форму Советника его вдохновил образ в творчестве Фрэнка Герберта — Лето Атрейдес II из книги «Бог-император Дюны».
В 2009 году немецкая группа Savage Circus написала песню «Legend of Leto II», повествующую от лица самого Лето II о размышлениях над его жизнью и предназначением.